# Бебі Кей
Стефані Кін (англ. Stephanie Keene, 13 жовтня 1992 — 5 квітня 1995), також відома як «Бебі Кей» (англ. Baby K), була немовлям, що народилося з аненцефалією. Ця дитина стала основною темою великої судової справи в США та значних дебатів у сфери біоетики.

## Історія

### Пренатальна оцінка
Стефані Кін народилася в лікарні Ферфакс у Фолс-Черч, штат Вірджинія, лікарні у Вашингтонському столичному регіоні. На момент народження у неї була відсутня більша частина мозку, включаючи кору; розвинувся лише стовбур мозку — частина мозку, відповідальна за вегетативні та регуляторні функції, такі як контроль дихання, серцебиття та кров'яного тиску.

### Протилежні точки зору
Мати Стефані була повідомлена стан плоду після ультразвукового дослідження, і її акушер-гінеколог та неонатолог порадили їй перервати вагітність, але вона вирішила доносити дитину до пологів через «тверду християнську віру в те, щобудь-яке життя має бути збережене» (англ. a firm Christian faith that all life should be protected)
Лікарня вважала, що догляд, який надаватиметься дитині, буде марним тоді як мати вважала, що під час періодичних респіраторних кризів дитини має бути забезпечена штучна вентиляція легень.
У лікарні Ферфакс наполегливо рекомендували матері відмовитися від реанімації дитини, але мати не погодилася. Стефані залишалася на апараті штучної вентиляції легень протягом шести тижнів, поки у Ферфаксі шукали іншу лікарню, куди її можна було б перевести, але жодна інша лікарня не прийняла її. Після того, як Стефані відключили від постійної підтримки апарату штучної вентиляції легень, мати погодилася перевести її до будинку для людей похилого віку, але дитину багато разів доводилося повертати до лікарні через проблеми з диханням.

### Судові процеси
Коли Стефані було госпіталізовано у віці шести місяців через серйозні респіраторні проблеми, лікарня подала клопотання про призначення опікуна для догляду за дитиною та звернулася до суду з проханням про те, щоб лікарня не надавала жодних послуг, окрім паліативної допомоги. На суді кілька експертів засвідчили, що надання підтримки штучної вентиляції легень немовляті з аненцефалією виходить за межі прийнятого стандарту медичної допомоги. Натомість мати дитини аргументувала свою позицію, посилаючись на релігійну свободу та святість життя.
У суперечливому рішенні Федеральний окружний суд Східного округу Віргінії постановив, що лікарня, яка доглядає за Стефані Кін, повинна підключити її до апарату штучної вентиляції легень щоразу, коли у неї виникають проблеми з диханням. Суд інтерпретував Закон про невідкладну медичну допомогу та активну дію (англ. Emergency Medical Treatment and Active Labor Act, EMTALA) як такий, що вимагає постійної вентиляції легень для немовляти. Формулювання цього закону вимагає, щоб пацієнти, які звертаються з невідкладною медичною допомогою, отримали «таке лікування, яке може знадобитися для стабілізації стану здоров'я», перш ніж пацієнта буде переведено до іншого закладу.
Суд відмовився займати моральну чи етичну позицію з цього питання, наполягаючи на тому, що він лише тлумачить закони такими, якими вони є. В результаті цього рішення Стефані тримали на апараті ШВЛ набагато довше, ніж більшість немовлят з аненцефалією.
Суддя, який висловив окрему думку в цій справі, припустив, що суд мав би взяти за основу основний діагноз аненцефалії, а не повторювані додаткові симптоми респіраторної недостатності. Оскільки незворотність аненцефалії широко визнана в медичній спільноті, він стверджував, що рішення продовжувати марний догляд призвело лише до непотрібного використання медичного обладнання.
Стефані Кін померла від зупинки серця 5 квітня 1995 року в лікарні Ферфакс у віці 2 років 174 днів.

## Значення
Справа «Бебі Кей» має особливе значення для галузі біоетики через питання, які вона порушує: визначення смерті, природа особистості, концепція марної медичної допомоги та багато питань, пов'язаних із розподілом обмежених ресурсів. Деякі коментатори, зокрема Артур Корман та Джейкоб Еппел, стверджували, що це рішення суду фактично підірвало право лікарів приймати обґрунтовані медичні рішення.